# 星野佳路
星野 佳路（1960年4月29日—），生於日本長野縣輕井澤町，企業家，為星野集團董事長。

## 生平
生於日本長野縣。長久以來，其家族在星野溫泉，經營星野溫泉旅館。星野佳路為第四代接班人。
1983年，畢業於慶應義塾大學經濟學系。隨後赴美留學，在康乃爾大學商學院研究所，取得碩士學位。